# Итальянская армия (Франция)
Итальянская армия (фр. Armée d'Italie) — армия Франции, сформированная для действий на территории Итальянского полуострова, в эпоху Революционных и Наполеоновских войн.

## История
Для оккупационных действий Франции на территории итальянского полуострова, в период революционных и наполеоновских войн в Западной Европе, была сформирована (и наименована, по месту агрессии) Итальянская армия, имевшая около 56 тыс. человек личного состава. 
Во время Войны третьей коалиции, армия под командованием маршала Андре Массены одержала победу над войсками эрцгерцога Карла при Кальдиеро в Италии, потом заняла Венецию, Каринтию и Штирию, после Пресбургского мира — Неаполитанское королевство.

## Состав

### На 18 октября 1805 года
Главнокомандующий — маршал Андре Массена
Начальник генерального штаба — дивизионный генерал Анри Шарпантье
Командующий артиллерией — дивизионный генерал Жан-Пьер Лакомб-Сен-Мишель
Командующий инженерными войсками — дивизионный генерал Франсуа Шасслу-Лоба
1-я пехотная дивизия
командир — дивизионный генерал Гаспар Гарданн
начальник штаба — полковник штаба Франсуа Лека
- 1-я бригада (командир — бригадный генерал Луи Компер)
  - 22-й полк лёгкой пехоты / 3 батальона (командир — полковник Луи Гоге)
  - 52-й полк линейной пехоты / 3 батальона (командир — полковник Ив Пастоль)
- 2-я бригада (командир — бригадный генерал Луи Ланшантен)
  - 29-й полк линейной пехоты / 3 батальона (командир — полковник Пьер-Франсуа Монсерра)
  - 101-й полк линейной пехоты / 3 батальона (командир — полковник Бернар Кардно)
- 3-я бригада
  - 23-й конно-егерский полк / 3 эскадрона (командир — полковник Жан-Пьер Брюйер)
    - Всего: 12 батальонов, 3 эскадрона, 6066 человек и 5 орудий

2-я пехотная дивизия
командир — дивизионный генерал Антуан Вердье
начальник штаба — полковник штаба Жан-Франсуа Делор де Глеон
- 1-я бригада (командир — бригадный генерал Антуан Дигоне)
  - 23-й полк лёгкой пехоты / 3 батальона (командир — полковник Луи Аббе)
  - 10-й полк линейной пехоты / 3 батальона (командир — полковник Жан Сулье)
- 2-я бригада (командир — бригадный генерал Жак Брен)
  - 56-й полк линейной пехоты / 3 батальона (командир — полковник Александр Бутруэ)
  - 62-й полк линейной пехоты / 4 батальона (командир — полковник Пьер Пети)
- 3-я бригада (командир — полковник штаба Франсуа Ормансе)
  - 4-й конно-егерский полк / 4 эскадрона (командир — полковник Клод Брюгьер)
  - 19-й конно-егерский полк / 4 эскадрона (командир — полковник Луи Брюэ)
- пешие драгуны / 1 батальон
- сводный гренадерский полк / 2 батальона
  -     - Всего: 16 батальонов, 8 эскадронов, 5129 человек и 13 орудий

3-я пехотная дивизия
командир — дивизионный генерал Габриэль Молитор
начальник штаба — полковник штаба Жан-Антуан Гаробюо
- 1-я бригада (командир — бригадный генерал Жан Лоне)
  - 23-й полк линейной пехоты / 4 батальона (командир — полковник Альбер Дерио)
  - 5-й полк линейной пехоты / 3 батальона (командир — полковник Франсуа Тест)
- 2-я бригада (командир — бригадный генерал Ги Валори)
  - 60-й полк линейной пехоты / 4 батальона (командир — полковник Этьен Коссар)
  - 79-й полк линейной пехоты / 2 батальона (командир — полковник Рош Годар)
    - Всего: 13 батальонов, 6812 человек и 12 орудий

4-я пехотная дивизия
командир — дивизионный генерал Гийом Дюэм
- 1-я бригада (командир — бригадный генерал Франсуа Гуллю)
  - 14-й полк лёгкой пехоты / 3 батальона (командир — полковник Жером Гори)
  - 20-й полк линейной пехоты / 4 батальона (командир — полковник Луи Кассан)
- 2-я бригада (командир — бригадный генерал Луи Камю)
  - 1-й полк линейной пехоты / 3 батальона (командир — полковник Франсуа Дегравье-Бертоле)
  - 102-й полк линейной пехоты / 3 батальона (командир — полковник Пьер Каттанео)
- 3-я бригада
  - 25-й конно-егерский полк / 3 эскадрона (командир — полковник Пьер-Бенуа Сульт)
    - Всего: 13 батальонов, 3 эскадрона, 6824 человек и 6 орудий

5-я пехотная дивизия
командир — дивизионный генерал Жан-Матьё Сера
- 1-я бригада (командир — бригадный генерал Жак Жилли)
  - корсиканские карабинеры / 1 батальон
  - 8-й полк лёгкой пехоты / 2 батальона (командир — полковник Луи Бертран де Сивре)
  - 53-й полк линейной пехоты / 3 батальона (командир — полковник Жан-Мари Сонжон)
- 2-я бригада (командир — бригадный генерал Пьер-Жозеф Гийе)
  - 81-й полк линейной пехоты / 2 батальона (командир — полковник Мишель Бонте)
  - 106-й полк линейной пехоты / 3 батальона (командир — полковник Жан Руссель)
- 3-я бригада (командир — бригадный генерал Клод Франсуа Мале)
  - 13-й полк линейной пехоты / 3 батальона
  - драгуны королевы / 4 эскадрона
- 4-я бригада (командир — бригадный генерал Жан Жак Шильт)
  - 9-й полк линейной пехоты / 2 батальона (командир — полковник Жозеф Пепен)
    - Всего: 16 батальонов, 4 эскадрона, 8016 человек и 6 орудий

Сводная пехотная дивизия
командир — дивизионный генерал Луи Партуно
- 1-я бригада (командир — бригадный генерал Жан-Батист Солиньяк)
  - сводные карабинеры / 1 батальон
  - сводные гренадеры / 3 батальона
- 2-я бригада (командир — бригадный генерал Франсуа Валантен)
  - сводные карабинеры / 2 батальона
  - сводные гренадеры / 2 батальона
    - Всего: 8 батальонов, 3949 человек и 5 орудий

1-я кавалерийская дивизия
командир — дивизионный генерал Огюст Мерме
- 1-я бригада (командир — бригадный генерал Николя Гийо де Лакур)
  - 24-й драгунский полк / 4 эскадрона (командир — полковник Клод-Эдм Трубль)
  - 30-й драгунский полк / 3 эскадрона (командир — полковник Жан Дюпре)
- 2-я бригада (командир — полковник Франсуа Оффанстен)
  - 7-й кирасирский полк / 4 эскадрона (командир — полковник Франсуа Оффанстен)
  - 8-й кирасирский полк / 4 эскадрона (командир — полковник Жан-Батист Мерлен)
    - Всего: 15 эскадронов, 1702 человека и 4 орудия

2-я кавалерийская дивизия
командир — дивизионный генерал Жан-Луи Эспань
- 1-я бригада (командир — бригадный генерал Сезар-Александр Дебель)
  - 3-й конно-егерский полк / 4 эскадрона (командир — полковник Александр Грожан)
  - 14-й конно-егерский полк / 4 эскадрона (командир — полковник Жак Буде)
- 2-я бригада (командир — полковник Антуан Морен)
  - 15-й конно-егерский полк / 4 эскадрона (командир — полковник Пьер Мурье)
  - 24-й конно-егерский полк / 4 эскадрона (командир — полковник Антуан Морен)
    - Всего: 16 эскадронов, 1849 человек и 5 орудий

3-я кавалерийская дивизия
командир — дивизионный генерал Шарль Жозеф де Пюлли
- 1-я бригада (командир — бригадный генерал Морис Фрезья)
  - 23-й драгунский полк / 3 эскадрона (командир — полковник Франсуа Тьерри)
  - 29-й драгунский полк / 3 эскадрона (командир — полковник Жак Авис)
- 2-я бригада (командир — полковник Арканж Риу д’Авене)
  - 4-й кирасирский полк (3 эскадрона, командир — полковник Фюльжан Эрбо)
  - 6-й кирасирский полк (2 эскадрона, командир — полковник Арканж Риу д’Авене)
    - Всего: 11 эскадронов, 1008 человек
- Всего: 77 батальонов, 59 эскадронов, 41 355 человек и 168 орудий[1].

## Список главнокомандующих
- генерал-лейтенант Жак Бернар Модест Д'Ансельм (7 ноября 1792 - 25 декабря 1792)
- дивизионный генерал Жан Батист Гаспар Брюне (26 декабря 1792 - 9 февраля 1793),
- генерал-лейтенант  Арман Луи Де Гонто Бирон (10 февраля - 4 мая 1793),
- дивизионный генерал Жан Батист Гаспар Брюне (5 мая 1793 - 8 августа 1793)
- дивизионный генерал Пьер Жадар Дю Мербион (9 августа 1793 - 4 сентября 1793)
- дивизионный генерал Жан Батист Франсуа Карто (5 сентября 1793 - 6 ноября 1793)
- дивизионный генерал Жан Франсуа Корню Де Ла Пуан (7 ноября 1793 - 12 ноября 1793)
- дивизионный генерал Франсуа Амеде Доппе (13 ноября 1793 - 15 ноября 1793)
- дивизионный генерал Жак Франсуа Кристоф Дюгомье (16 ноября 1793 - 28 декабря 1794)
- дивизионный генерал Пьер Жадар Дю Мербион (29 декабря 1793 - 21 ноября 1794)
- дивизионный генерал Бартелеми Шерер (21 ноября 1794 – 5 мая 1795)
- дивизионный генерал Франсуа Кристоф Келлерман (6 мая 1795 – 28 сентября 1795)
- дивизионный генерал Бартелеми Шерер (29 сентября 1795 – 26 марта 1796)
- дивизионный генерал Наполеон Бонапарт (27 марта 1796 – 16 ноября 1797)
- дивизионный генерал Шарль Кильмен (17 ноября 1797 – 21 декабря 1797)
- дивизионный генерал Александр Бертье (22 декабря 1797 – 3 апреля 1798)
- дивизионный генерал Гийом Брюн (4 апреля 1797 – 27 июля 1798)
- дивизионный генерал Поль Готье (28 июля 1798 – 18 августа 1798)
- дивизионный генерал Гийом Брюн (19 августа 1798 – 31 октября 1798)
- дивизионный генерал Бартелеми Жубер (1 ноября 1798 – 31 января 1799)
- дивизионный генерал Антуан Гийом Дельма (1 февраля 1799 – 6 марта 1799)
- дивизионный генерал Жильбер Брюнто де Сент-Сюзанн (7 марта 1799 – 11 марта 1799)
- дивизионный генерал Бартелеми Шерер (12 марта 1799 – 26 апреля 1799)
- дивизионный генерал Жан Виктор Моро (27 апреля 1799 – 4 августа 1799)
- дивизионный генерал Бартелеми Жубер (5 августа 1799 – 15 августа 1799)
- дивизионный генерал Жан Виктор Моро (15 августа 1799 – 20 сентября 1799)
- дивизионный генерал Жан Шампионне (21 сентября 1799 – 30 декабря 1799)
- дивизионный генерал Луи-Габриэль Сюше (31 декабря 1799 – 5 января 1800)
- дивизионный генерал Жан-Антуан Марбо (6 января 1800 – 15 января 1800)
- дивизионный генерал Андре Массена (16 января 1800 – 16 июня 1800)
- дивизионный генерал Луи-Габриэль Сюше (17 июня 1800 – 24 июня 1800)
- дивизионный генерал Андре Массена (25 июня 1800 – 21 августа 1800)
- дивизионный генерал Гийом Брюн (22 августа 1800 – 7 марта 1801)
- дивизионный генерал Адриен Монсе (8 марта 1801 – 27 августа 1801)
- дивизионный генерал Жоашен Мюра (28 августа 1801 – 15 января 1804)
- маршал Жан-Батист Журдан (26 января 1804 –30 августа 1805)
- маршал Андре Массена (30 августа 1805 – 3 января 1806)
- вице-король Эжен де Богарне (3 января 1806 – 16 апреля 1814)
- дивизионный генерал Поль Гренье (16 апреля 1814 – 12 мая 1814)